# István III của Hungary
István III (tiếng Hungary: III. István, tiếng Croatia: Stjepan III.; tiếng Slovak: Štefan III.; mùa hè năm 1147 – 4 tháng 3 năm 1172) là Vua của Hungary và Croatia trong khoảng thời gian từ năm 1162 đến 1172. Ông lên ngôi vua vào đầu tháng 6 năm 1162, ngay sau cái chết của người cha Géza II. Tuy nhiên hai người chú là Ladislaus và István, những người phục vụ triều đình Byzantine, đã lăm le quyền kế vị của ông. Chỉ sáu tuần sau khi đăng quang, Hoàng đế Byzantine Manuel I Komnenos phát động một cuộc xâm lược Hungary, buộc các lãnh chúa Hungary phải chấp nhận quyền cai trị của Ladislaus. István đến ẩn náu ở Áo nhưng quay trở lại và chiếm giữ Pressburg (nay là Bratislava ở Slovakia). Ladislaus qua đời vào ngày 14 tháng 1 năm 1163, được kế vị bởi người chú István IV, mà không gặp phải sự phản kháng nào, nhưng sự cai trị của ông không được ủng hộ. István III đánh bại chú của mình vào ngày 19 tháng 6 năm 1163 và trục xuất ông khỏi Hungary.